# Sidi Amrane
Sidi Amrane är en ort i Algeriet.   Den ligger i provinsen Ouargla, i den norra delen av landet, 500 km sydost om huvudstaden Alger. Sidi Amrane ligger 45 meter över havet och antalet invånare är 29 734.
Terrängen runt Sidi Amrane är platt. Runt Sidi Amrane är det mycket glesbefolkat, med 2 invånare per kvadratkilometer. Närmaste större samhälle är Djamaa, 4,1 km norr om Sidi Amrane. Trakten runt Sidi Amrane är ofruktbar med lite eller ingen växtlighet.